# Clarice Lispector
Chaya Pinkhasivna Lispector OMC (em ucraniano: Хая Пінкасiвна Ліспектор; romaniz.: Chaya Pinkhasivna Lispector; nascida em Chechelnyk, Oblast de Vinítsia, República Popular da Ucrânia, em 10 de dezembro de 1920 — falecida no Rio de Janeiro, RJ, Brasil, em 9 de dezembro de 1977), mais conhecida profissionalmente como Clarice Lispector, foi uma escritora e jornalista ucraniana de origem judaica russa (asquenaz), naturalizada brasileira e radicada no Brasil. Autora de romances, contos e ensaios, é considerada uma das escritoras brasileiras mais importantes do século XX. Sua obra está repleta de cenas cotidianas simples e tramas psicológicas, reputando-se como uma de suas principais características a epifania de personagens comuns em momentos do cotidiano. Quanto às suas identidades nacional e regional, declarava-se brasileira e pernambucana.
Nasceu numa família judaica russa que perdeu suas rendas com a Guerra Civil Russa e se viu obrigada a emigrar em decorrência da perseguição a judeus, que, à época, resultou em diversos extermínios em massa. A futura escritora chegou ao Brasil, ainda pequena, em 1922, com seus pais e suas duas irmãs. Clarice dizia não ter nenhuma ligação com a Ucrânia — "Naquela terra eu literalmente nunca pisei: fui carregada de colo" — e que sua verdadeira pátria era o Brasil. Inicialmente, a família passou um breve período em Maceió, até se mudar para o Recife, onde Clarice cresceu e onde, aos oito anos, perdeu a mãe. Aos quatorze anos de idade, transferiu-se com o pai e as irmãs para o Rio de Janeiro, na Tijuca, na Rua Mariz e Barros, 241, local onde a família se estabilizou e onde o seu pai viria a falecer, em 1940.
Estudou Direito na Universidade Federal do Rio de Janeiro, conhecida como Universidade do Brasil, apesar de, na época, ter demonstrado mais interesse pelo meio literário, no qual ingressou precocemente como tradutora, logo se consagrando como escritora, jornalista, filósofa, contista e ensaísta, tornando-se uma das figuras mais influentes da Literatura brasileira e do Modernismo, sendo considerada uma das principais influências da nova geração de escritores brasileiros. É incluída pela crítica especializada entre os principais autores brasileiros do século XX.
Suas principais obras marcam cada período de sua carreira. Perto do Coração Selvagem foi seu livro de estreia, publicado quando Clarice tinha 24 anos de idade; Laços de Família, A Paixão segundo G.H., A Hora da Estrela e Um Sopro de Vida são seus últimos livros publicados. Morreu em 1977, um dia antes de completar 57 anos, em decorrência de um câncer de ovário. Deixou dois filhos e uma vasta obra literária composta de romances, novelas, contos, crônicas, literatura infantil e entrevistas.

## Juventude

### Nascimento

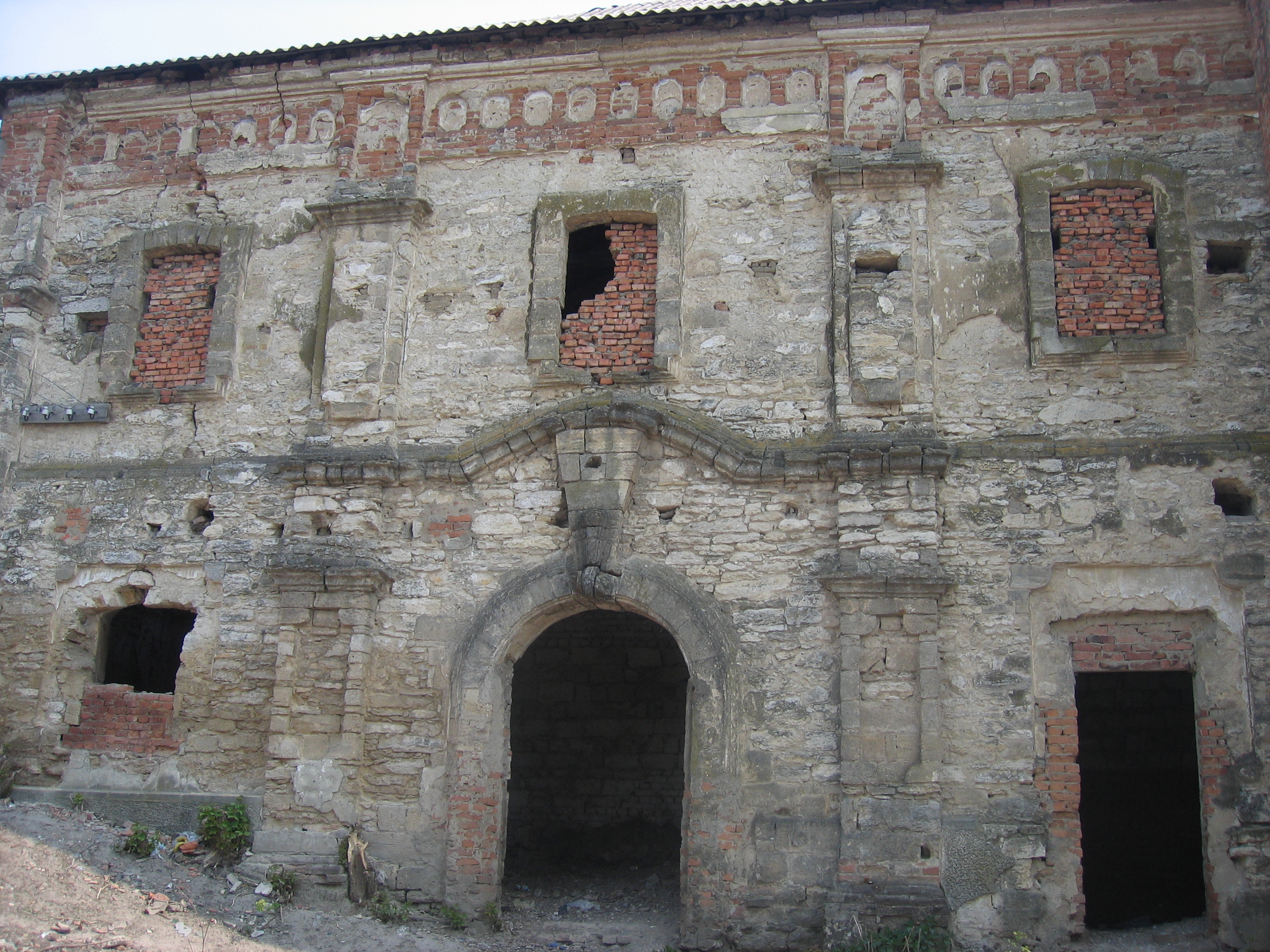
Ruínas da sinagoga de Chechelnyk, aldeia onde Clarice nasceu.

Registrada como Chaya Pinkhasivna Lispector (em ucraniano: Хая Пінкасiвна Ліспектор; romaniz.: Chaya Pinkhasivna Lispector) Clarice Lispector nasceu em 10 de dezembro de 1920 na aldeia de Chechelnyk, região da Podólia, então parte da República Popular da Ucrânia e hoje parte da moderna Ucrânia. Filha dos judeus russos Pinkhas Lispector e Mania Lispector (nascida Krimgold), seu nascimento se deu em meio aos preparativos da família para a fuga do país, em razão do antissemitismo resultante da Guerra Civil Russa no século XX (1918–1920). Pinkhas Lispector era um comerciante, filho do religioso Shmuel Lispector e da burguesa Heived. Pinkhas e Mania se casaram no ano novo de 1889, por determinação dos pais. Do casamento nasceriam três filhas: Leah, em 1911; Tania, em 1915; e Chaya (ou Haia), em 1920.
A fuga foi cogitada primeiramente por Mania Lispector e sua família, onde a maior parte dela já havia emigrado para a América do Sul para trabalhar em organizações judaicas. No entanto, Pinkhas concordou com a emigração somente com o avanço dos pogroms, no fim da década de 1910. Por volta de 1918, a pobreza fez com que a família se mudasse para a cidade de Haisyn, também na Podólia (no atual Oblast de Vinnitsa), onde ocorreram alguns pogroms. Especulou-se que, durante um deles, por volta de 1919, Mania teria sido estuprada por um grupo de soldados, que lhe teriam transmitido sífilis. Entretanto, tal informação nunca foi confirmada por nenhum parente ou amigo próximo da escritora. Sobre o assunto, uma das mais influentes biógrafas da escritora, Nádia Batella Gotlib, ao organizar o livro memorialístico e póstumo da irmã de Clarice, Elisa Lispector, "Retratos antigos (2012)", esclareceu que há registros de que a doença de Mania era, na realidade, hemiplegia, ou seja, a paralisia parcial de metade do corpo proveniente de traumas decorrentes da violência causada por bolcheviques durante um pogrom. Essa doença manifestou-se na viagem de exílio e paulatinamente se agravou, a ponto de, já em Recife, a mãe não mais poder caminhar, fazendo uso permanente de uma cadeira de rodas. Elisa Lispector menciona ainda que a mãe tinha tremores no corpo causados pelo mal de Parkinson.
A proibição da emigração de judeus fez com que os Lispector buscassem meios ilegais em uma primeira tentativa falha, fazendo com que se mudassem para uma aldeia mais próxima das fronteiras, Chechelnyk. No inverno de 1921, eles conseguiram deixar a Ucrânia após alcançarem o rio Dniestre, pelo qual foram levados à cidade de Soroco, então pertencente à Romênia e hoje à República da Moldávia. Lá viveram em um albergue e Mania foi internada em um hospital de caridade. Planejaram a fuga da Europa, com o intento de emigrar para o Brasil ou para os Estados Unidos, opção que acabou sendo inviável devido à aprovação do Emergency Quota Act, que dificultava a imigração de pessoas provenientes do Leste Europeu.
Em 27 de janeiro de 1922, o consulado russo em Bucareste, na Romênia, concede à família passaportes válidos para a emigrarem ao Brasil, em uma viagem que passou por Budapeste, Praga, na República Checa, e Hamburgo, na Alemanha. Nesta última cidade, embarcaram no navio brasileiro Cuyabá, que os levou em condições precárias à Maceió, onde a irmã de Mania, Zicela, e seu marido, Joseph (ou José) Rabin os esperavam. No Brasil, os nomes russos foram substituídos por nomes onomásticos da língua portuguesa, com exceção de Tania — Pinkhas passou a ser Pedro; Mania transformou-se em Marieta; Leah virou Elisa; Chaya virou Clarice.

### Infância

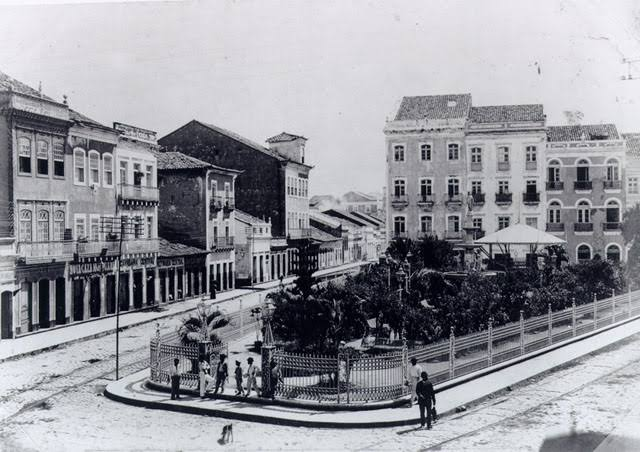
Casa onde viveu Clarice Lispector (observe a casa do meio), localizado no bairro da Boa Vista, Recife.

Em Maceió, Alagoas, a família continuou vivendo em condições precárias e enfrentou dificuldades econômicas e também por causa do choque cultural. Para sustentar a família, Pedro tornou-se um pequeno mascate, comprando roupas velhas e usadas em áreas carentes para revendê-las aos comerciantes da cidade, e também dando algumas aulas particulares de língua hebraica para filhos de alguns vizinhos, além de vender cortes de linho. A situação melhorou somente quando Pedro, ao lado de José, passou a fabricar sabão, como fazia na Ucrânia.
Em 1924, aos quatro anos de idade, Clarice ingressou no jardim de infância. Em 1925, após três anos morando em Maceió, mudou-se para Recife com sua mãe e irmãs pouco depois de seu pai, possivelmente em consequência dos conflitos familiares e do desejo de Pedro de melhorar as condições da família mudando-se para um centro econômico com uma população judaica mais expressiva, fixando-se no bairro Boa Vista. O pai trabalhava como mercador ambulante, vendendo roupas a prestação pelos bairros mais afastados da cidade.
Em 1928, aos sete anos, aprendeu a ler e a escrever. Em 1930, pouco depois, escreveu, inspirada por uma peça que havia visto, sua primeira peça teatral, Pobre menina rica, com três atos, e cujas páginas foram perdidas. Em 1931, enviou contos para a página infantil do Diário de Pernambuco, mas o jornal não publicou seus textos porque “os outros diziam assim: ‘Era uma vez, e isso e aquilo...’. E os meus eram sensações. ... Eram contos sem fadas, sem piratas. Então ninguém queria publicar”.
Por volta dessa época, mudaram-se para a rua Imperatriz Tereza Cristina. Em 1930, na terceira série, Clarice ingressou no Colégio Hebreu-Iídiche-Brasileiro, onde aprendeu hebraico e iídiche. O estado de Mania agravou-se e Clarice escreveu contos e peças para tentar diverti-la.

### Adolescência

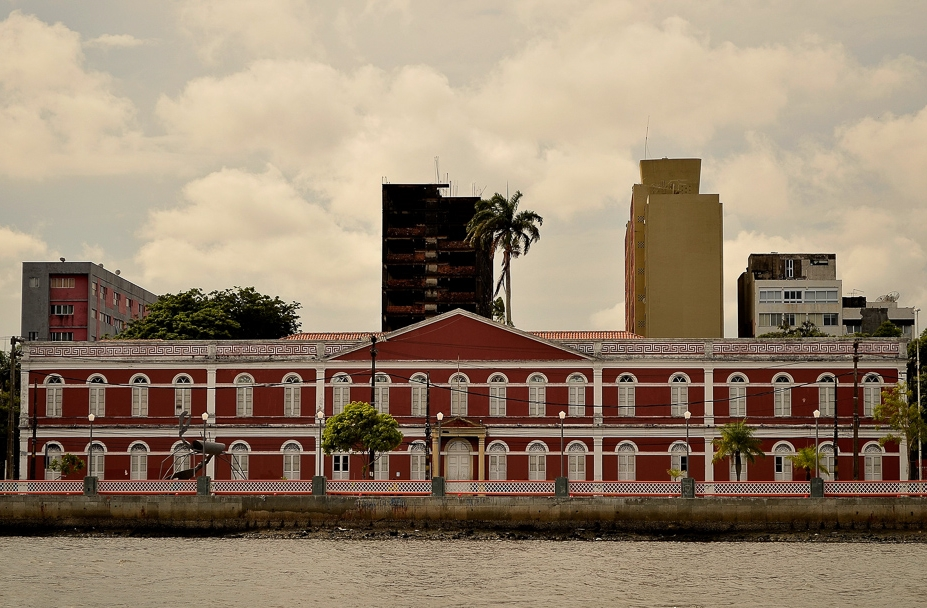
Ginásio Pernambucano, onde Clarice ingressou após concluir o curso primário.

Em 1932, aos doze anos, Clarice foi aprovada, ao lado da irmã Tania e da prima Bertha, no Ginásio Pernambucano. Em 1933, decidiu tornar-se escritora quando “[tomou] posse da vontade de escrever ... [viu-se] de repente num vácuo. E nesse vácuo não havia quem pudesse [ajudá-la]”. Em sua última entrevista em vida, disse a respeito de sua formação literária: “Misturei tudo. Eu lia romance para mocinhas, livro cor-de-rosa, misturado com Dostoiévski. Eu escolhia os livros pelos títulos e não pelos autores. Misturei tudo. Fui ler, aos treze anos, Hermann Hesse, O Lobo da Estepe, e foi um choque. Aí comecei a escrever um conto que não acabava nunca mais. Terminei rasgando e jogando fora”. A família mudou-se para uma casa própria na avenida Conde da Boa Vista.
Em 7 de janeiro de 1935, com 14 anos, viajando no navio inglês Highland Monarch, mudou-se com a família para o Rio de Janeiro, onde seu pai esperava dar prosseguimento aos avanços de seu negócio e conseguir bons maridos para suas filhas nos círculos judaicos cariocas. Elisa, entretanto, ficou ainda alguns meses trabalhando em Recife, indo para o Rio de Janeiro um pouco mais tarde e prestando concurso para o Ministério do Trabalho. Apesar de ter conquistado as melhores notas, não haviam vagas; ela ingressou no cargo graças à amizade da família com o político Agamenon Magalhães, então ministro do Trabalho e anteriormente professor de Geografia de Clarice e Tania. Em 1938, Tania também tornou-se funcionária pública.

## Educação

#### Direito

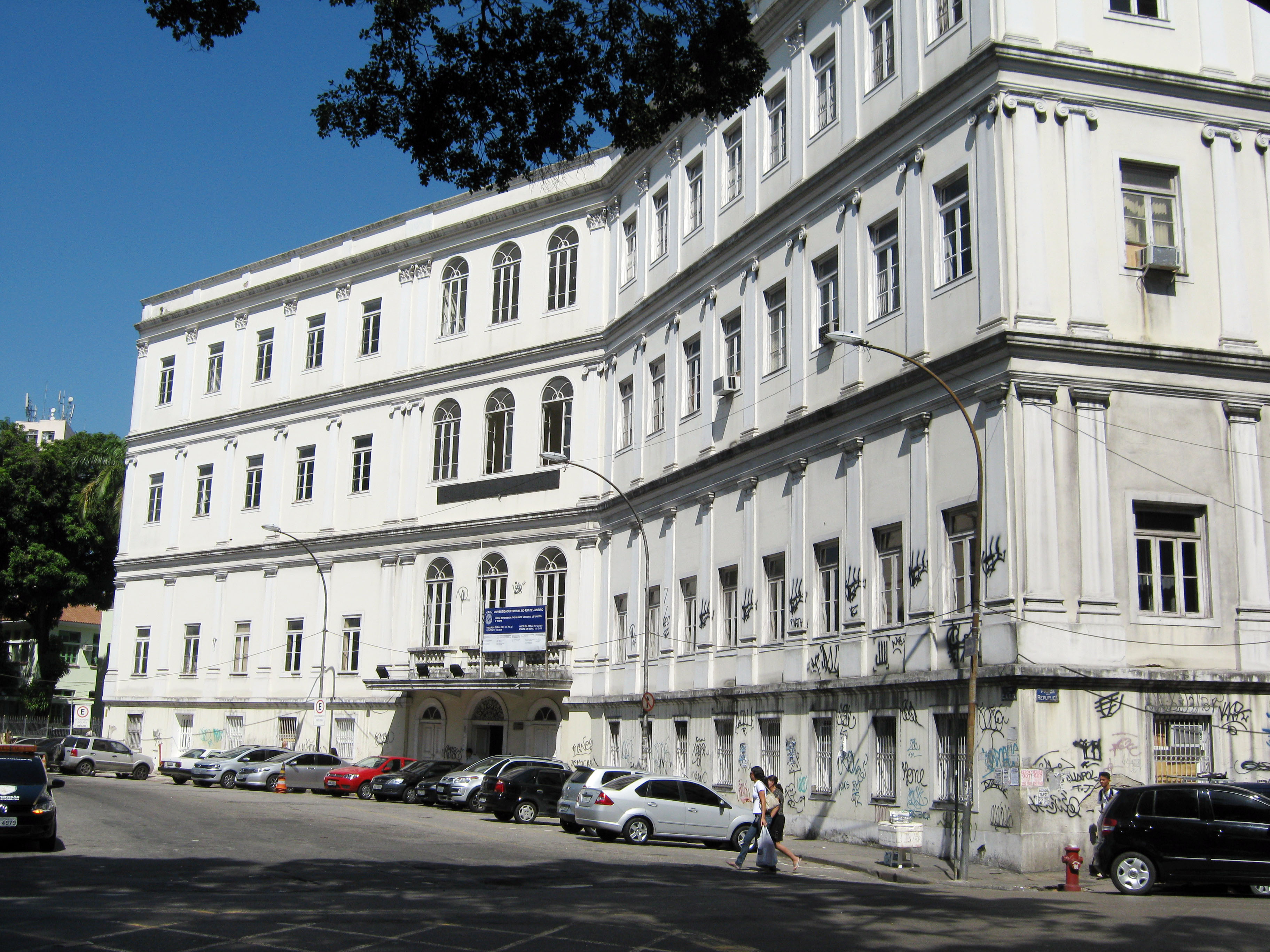
Faculdade de Direito da Universidade Federal do Rio de Janeiro atualmente, onde se formou.

Em 1939, morando na rua Lúcio de Mendonça, no bairro do Maracanã, ela ingressou no curso superior na Faculdade de Direito da Universidade Federal do Rio de Janeiro, ao mesmo tempo em que trabalhava como secretária em um escritório de advocacia e em um laboratório, além de já estar fazendo traduções de textos científicos para revistas. Em 1940, aos dezenove anos, seu interesse por Direito havia diminuído ao passo que aumentara sua atenção à Literatura, de modo em que e publicou, em 25 de maio, seu primeiro conto conhecido, Triunfo, na revista Pan, no qual descreve os pensamentos de uma mulher abandonada por seu companheiro. A posição política da revista de apoio aos regimes ditatoriais, que era semelhante às de outras revistas desse período, todas censuradas, não foi levada em conta por Clarice ao publicar o conto.
Insatisfeita com o trabalho de escritório, ela buscou entrar na área do jornalismo, apesar das dificuldades levantadas às mulheres. De acordo com o que diria anos mais tarde em uma entrevista, passou a andar pelas redações de revistas oferecendo seus contos, até que provavelmente um dia chegou à redação da revista Vamos Ler!, direcionada ao público masculino de classe alta. A imprensa na época era estritamente censurada pelo governo de Getúlio Vargas e estava sob o jugo do órgão recém-criado do Departamento de Imprensa e Propaganda, que permitia a circulação de determinados periódicos, como a Vamos Ler!, em cuja redação Clarice mostrou seus textos ao jornalista Raimundo Magalhães Júnior, secretário do ministro de Propaganda, Lourival Fontes.
Eu sou tímida e ousada ao mesmo tempo. Chegava lá nas revistas e dizia: “Eu tenho um conto, você não quer publicar?”. Aí me lembro que uma vez foi o Raymundo Magalhães Jr. que olhou, leu um pedaço, olhou para mim e disse: “Você copiou isto de quem?”. Eu disse: “De ninguém, é meu”. Ele disse: “Então vou publicar”.

#### Jornalismo

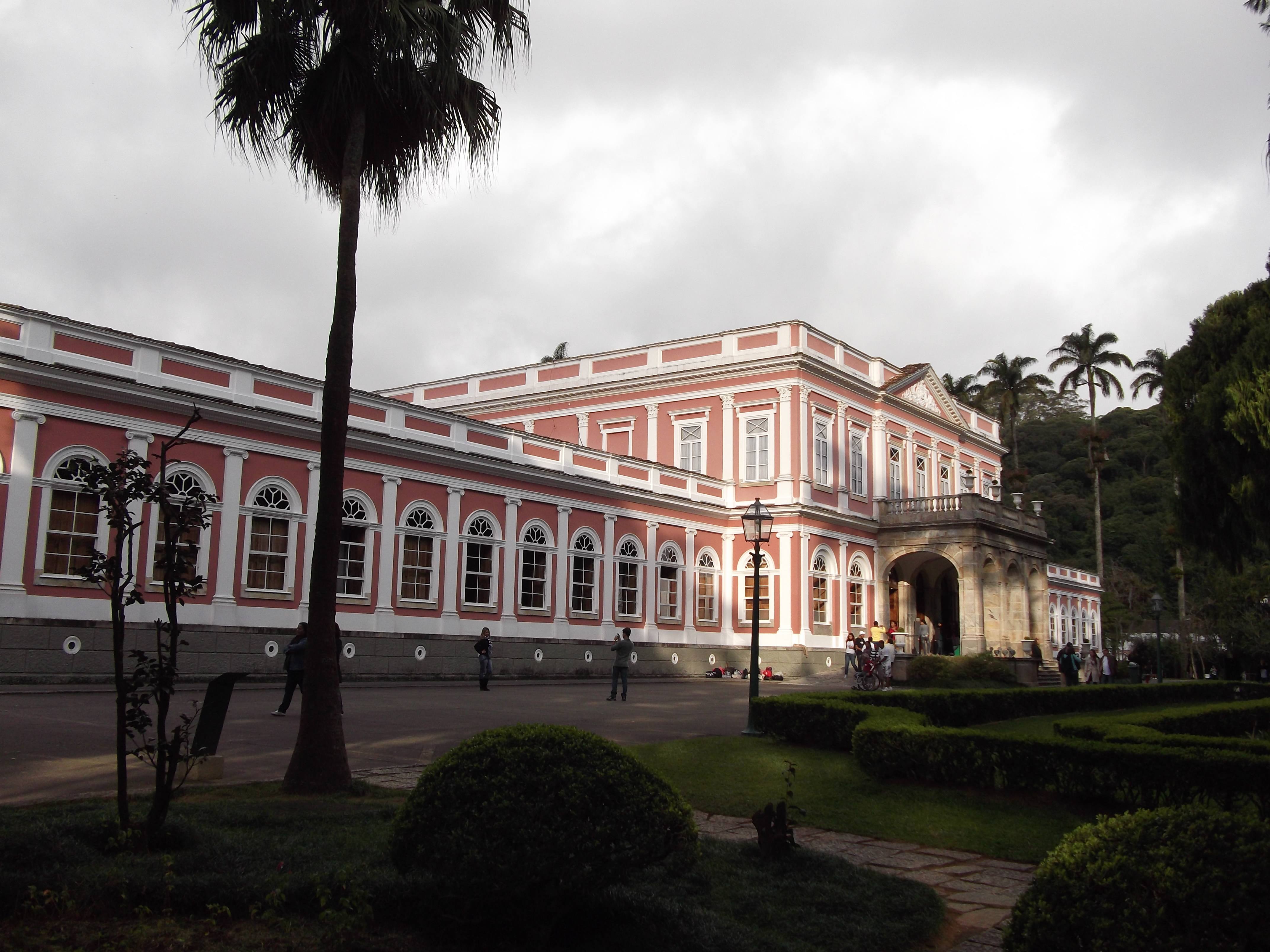
Museu Imperial, em Petrópolis, em cuja inauguração conheceu o presidente Getúlio Vargas.

O primeiro texto publicado na revista foi provavelmente Eu e Jimmy, em 10 de outubro de 1940, um conto com temática feminista centrado na relação amorosa entre um homem e uma mulher. Depois disso, de acordo com Tania, Clarice procurou contatar fontes para conseguir entrar definitivamente na imprensa. Apesar das dificuldades para entrar na área, na qual, de acordo com Tania, “você não fazia nada se não tivesse relações”, Clarice buscou contato com fontes que “gostaram dela e a contratou” para trabalhar como tradutora na Agência Nacional, uma agência de notícias do governo. Como não havia vaga para tradutor, foi designada como editora e repórter, a única mulher ali que ocupava tal cargo.
Na equipe da Agência Nacional, conheceu Lúcio Cardoso, um escritor e jornalista mineiro então com 26 anos, já respeitado no meio literário. Desenvolveu uma forte amizade por ele, que compartilhava dos mesmos gostos literários que ela, e chegou a desenvolver uma paixão não correspondida, pois Cardoso era homossexual. A amizade com Cardoso e com o restante da equipe abriu-lhe novas possibilidades profissionais e literárias, que fizeram com que ela passasse então a escrever e publicar prolificamente.
Em 19 de janeiro, publicou o artigo Onde se ensinará a ser feliz no periódico paulista Diário do Povo, sobre um evento presidido pela primeira-dama Darcy Vargas. Em 9 de agosto, o conto Trecho, sobre a espera de uma mulher por seu companheiro em um bar no dia 30, sai pela Vamos Ler!; Cartas a Hermengardo, uma trilogia de textos destinados ao público jovem da classe alta, versando sobre uma mulher que aconselha um homem a ouvir seus instintos, sai no semanário Dom Casmurro.
No mesmo ano também escreveu outros contos que seriam publicados somente na coletânea póstuma A Bela e a Fera (1979): em setembro, Gertrudes Pede um Conselho; em outubro, seu conto de juventude mais longo, Obsessão, cujo protagonista, Daniel, reaparecerá em seu segundo romance, O Lustre (1946), anos mais tarde. O personagem era baseado em Cardoso, um homem pelo qual a narradora apaixona-se e que a guia; e em dezembro, Mais Dois Bêbados. Também dá partida a novos projetos na universidade, ainda objetivando o sistema penitenciário, através da colaboração com a revista universitária A Época, onde publicou os ensaios Observações sobre o Fundamento do Direito de Punir, em agosto, e Deve a Mulher Trabalhar?, em setembro.
O primeiro ensaio chamou a atenção de estudiosos posteriores por dizer que “O homem é punido pelo seu crime porque o Estado é mais forte que ele, a Guerra ... não é punida porque se acima dum homem há os homens acima dos homens nada mais há”, o que foi interpretado tanto como uma justificativa filosófica e maquiavélica para a ditadura e o nazismo, quanto como um eco de um ateísmo incipiente de Clarice. Depois desse afastamento, no entanto, passou a aproximar-se novamente da religião judaica através de leituras de Franz Kafka e de Baruch de Espinoza, também judeus.

## Carreira literária

### Perto do Coração Selvagem

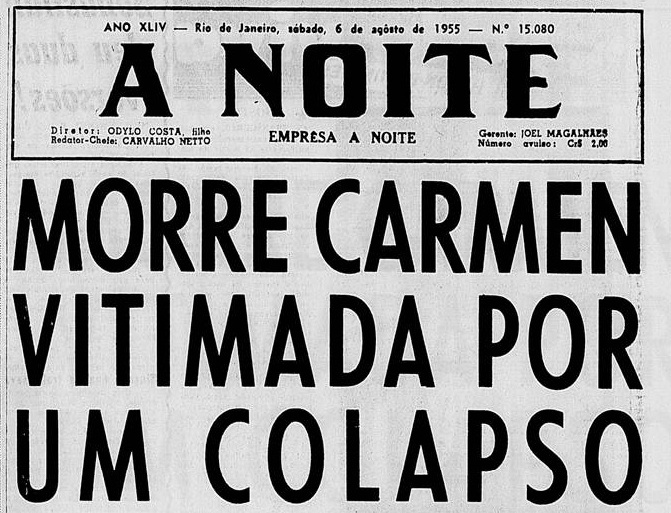
Manchete do jornal A Noite, em cuja redação trabalhou como redatora.

Por intermédio de Cardoso, passou a frequentar um grupo de amigos que se encontrava no bar Recreio, na Cinelândia, e era composto por literatos como Vinicius de Moraes, Cornélio Penna, Rachel de Queiroz e Otávio de Faria. Através da Agência Nacional também conheceu o poeta Augusto Frederico Schmidt, que foi entrevistado por ela a respeito de fibras industriais, mas que, frente à admiração que Clarice expressou por sua poesia, desenvolveram uma amizade que duraria pelo resto de sua vida.
Os textos escritos para a Agência Nacional nessa época seguem a linha editorial feita para agradar a censura do regime de Vargas, resumindo-se a entrevistas com coronéis e generais estrangeiros de passagem pelo Brasil e de coberturas de inaugurações de locais ligados ao governo.
Em fevereiro de 1942, transferiu-se para a redação do jornal A Noite, cuja redação era dividida com a Vamos Ler! e, assim como esta, era uma extensão do órgão governamental para o qual a Agência Nacional também trabalhava. Em 2 de março, ganhou seu primeiro registro profissional.
Em março, começou a planejar seu primeiro romance, Perto do Coração Selvagem, concluído em novembro e constituído basicamente de rascunhos e escritos separados, unidos em um livro por sugestão de Lúcio Cardoso, que também sugeriu um título, "Perto do Coração Selvagem", retirado de uma passagem do livro Retrato do Artista Quando Jovem, de James Joyce, cujas técnicas, para Cardoso, remetiam às de Clarice. O crítico Álvaro Lins classificou Perto do Coração Selvagem como "[o primeiro romance brasileiro] dentro do espírito e da técnica de Joyce e Virginia Woolf".

### O Lustre

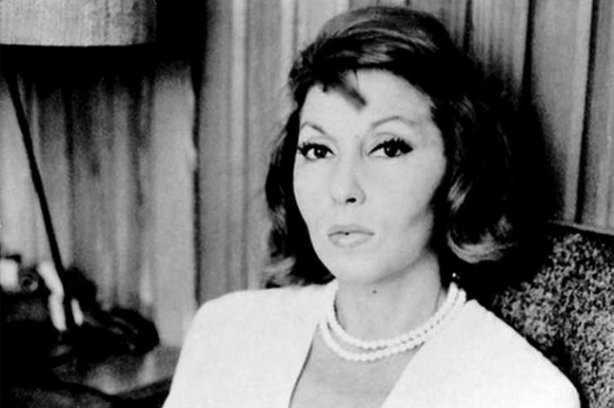
Clarice nos anos 1960

Em outubro, Perto do Coração Selvagem ganhou o Prêmio Graça Aranha de melhor romance do ano. Em novembro, O Lustre foi concluído, escrito de forma linear, ao contrário do anterior. Esperou que, com o sucesso de seu primeiro livro, pudesse escolher entre editoras e publicar na editora José Olympio, mas enganou-se, e teve que publicá-lo na editora católica Agir, com ajuda de Cardoso.[carece de fontes?]
Em 23 de novembro, Manuel Bandeira enviou uma carta pedindo o segundo romance e alguns poemas para publicação em antologia. Em resposta à leitura desses poemas, Bandeira enviou uma carta criticando fortemente a poesia de Clarice, o que fez com que ela queimasse todos os poemas que havia escrito. Mais tarde, Bandeira lamentaria ter feito aquele comentário, dizendo: “Você é poeta, Clarice querida. Até hoje tenho remorso do que disse a respeito dos versos que você me mostrou. Você interpretou mal as minhas palavras [...] Faça versos, Clarice, e se lembre de mim”.
No início de 1946, O Lustre é publicado. Clarice é enviada como correio diplomático do Ministério das Relações Exteriores ao Rio de Janeiro entre janeiro e março, em uma rápida visita, durante a qual conheceu novos amigos que marcariam sua vida. Entre outras pessoas, conheceu Bluma Chafir Wainer, esposa do jornalista Samuel Wainer, além de Rubem Braga, Fernando Sabino, Otto Lara Resende, Hélio Pellegrino e Paulo Mendes Campos, com quem Clarice teria um romance após separar-se do marido.
Nesta época, a escritora, mais uma vez, nega conhecer Sartre quando, na verdade, o conhecia suficientemente até para poder se diferenciar dele, pelo menos desde o seu segundo livro, O Lustre, conforme ela mesma afirmou mais tarde: "Acontece que só vim a saber da existência de Sartre no meu segundo livro." (Cf. BORELLI, 1981, p. 66). De acordo com Nádia Gotlib, inclusive, "uma das possíveis razões de o livro ter sido bem recebido na França pode ter sido mesmo a ideia de que teria tido ele influência do existencialismo" (GOTLIB, 1995, p. 340). Muitos dos trabalhos críticos sobre a obra da autora confirmam a relação dela com a filosofia existencialista de Sartre.

Clarice e Tom Jobim, sem data Arquivo Nacional.

Um adendo: além de O Lustre, a obra de Clarice, "A Maçã no Escuro" é também entendida como influenciada pelo pensamento filosófico de Sartre. Guimarães compara A Maçã no Escuro ao romance de Sartre A Náusea e nota traços de esquizofrenia em Martim, por este apresentar o pensamento fragmentado, com ausência de elos. Segundo Guimarães, a consciência, tanto de Martim, quanto de Roquentin (protagonista do romance de Sartre), "opera por contiguidade, adesão, coexistência em relação aos circunstantes e não por identificação, à maneira psicanalítica". No mais, muitos críticos literários discutiram a influência do Existencialismo de Sartre e da discussão e papéis femininos/masculinos de Simone de Beauvoir nas narrativas de Clarice Lispector.
Neste contexto, e feitas estas considerações pertinentes, é possível pensar uma influência da filosofia formulada por Sartre, Simone de Beauvoir e outros na obra de Clarice, embora fosse temerário considerar a autora como adepta do existencialismo. A verdade é que a filosofia Existencialista de Sartre marcou profundamente a geração de intelectuais contemporâneos de Clarice Lispector. No fim do ano de 1946, frequenta o terapeuta Ulysses Girsoler. Ela e Maury passam o réveillon na França, com o casal Wainer, a convite de Bluma.

## Vida pessoal

### Família

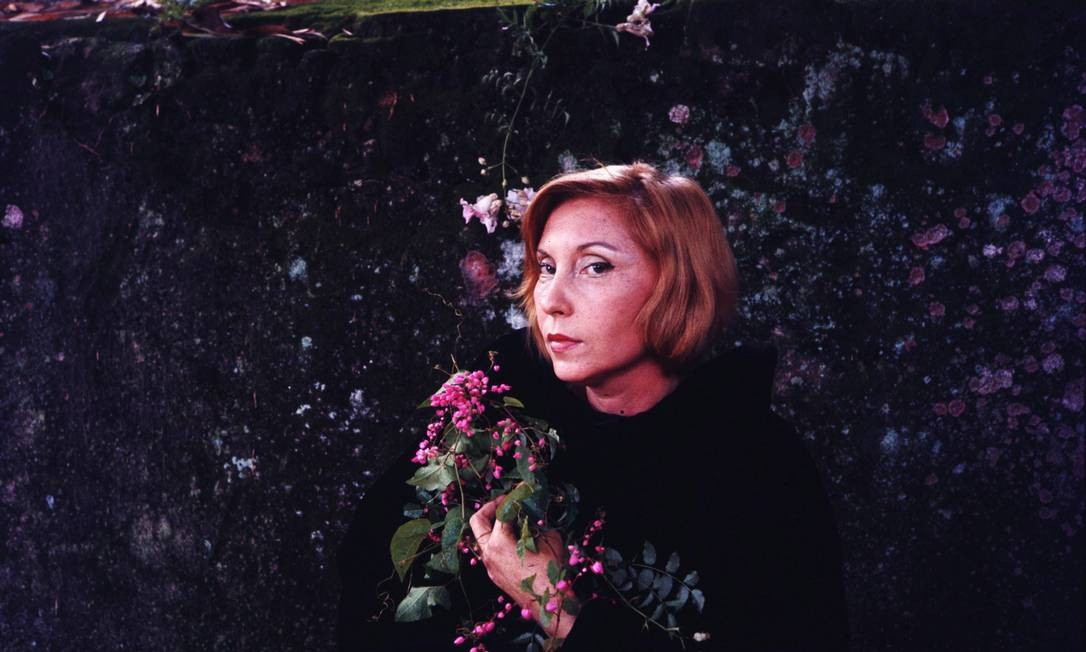
Clarice Lispector em 1969

Em 12 de janeiro de 1943, obteve a naturalização brasileira e, em 23 de janeiro, em cerimônia civil, casou-se com Maury Gurgel Valente. Em 10 de agosto de 1948, nasce o seu primeiro filho, Pedro Lispector Valente, em Berna, Suíça. Em 10 de fevereiro de 1953, nasce Paulo Gurgel Valente, o segundo filho de Clarice e Maury, em Washington, D.C., nos Estados Unidos.
Quando criança, seu filho mais velho, Pedro, se destacava por sua facilidade de aprendizado e bom comportamento, porém, na adolescência, sua falta de atenção nos estudos e extrema ansiedade acompanhada de agitação consigo mesmo e com a família, o levou a ser diagnosticado com esquizofrenia. Clarice se sentia culpada, sem saber o porquê, pelo transtorno psiquiátrico do filho, e teve dificuldades para lidar com a situação, recorrendo a psicólogos, psiquiatras e internações, pois o menino era muito agressivo.
Em 1959, Clarice separa-se do marido por estar sempre ausente e viajando a trabalho, exigindo que ela o acompanhasse o tempo todo. Não queria abrir mão de sua carreira ao mesmo tempo em que queria cuidar do filho em um local fixo, sem constantes viagens que deixavam o menino mais nervoso e com as constantes mudanças de escola do outro filho, que não estava fazendo amizades, além de estar cansada da insegurança e ciúme do marido, Clarice deu um fim na relação. O ex-marido ficou na Europa, e ela voltou a viver permanentemente no Rio de Janeiro com seus filhos, indo morar com eles em um apartamento no Leme.[carece de fontes?]

## Morte

Clarice Lispector, 1972. Arquivo Nacional.

Pouco tempo depois da publicação do romance A Hora da Estrela, Clarice foi hospitalizada e diagnosticada com um câncer de ovário inoperável por ter sido detectado tarde demais. A doença havia de espalhado por todo o seu organismo. Clarice faleceu em 9 de dezembro de 1977, um dia antes de seu 57° aniversário. Seu corpo foi sepultado no Cemitério Israelita do Caju, no Rio de Janeiro, no dia 11 de dezembro. Até a manhã de seu falecimento, mesmo sob sedativos, Clarice ainda ditava frases para sua melhor amiga, Olga Borelli, que estava sempre ao lado da amiga em seus últimos anos.

## Obra
O crítico Alfredo Bosi apresenta três características do estilo narrativo de Clarice Lispector: o uso intensivo da metáfora insólita, a entrega ao fluxo de consciência e a ruptura com o enredo factual. Bosi afirma que, na gênese das histórias da autora, há uma exacerbação tal do momento interior que a própria subjetividade entra em crise, fazendo com que o espírito procure um novo equilíbrio, trazido pela "recuperação do objeto", "não mais [no nível psicológico], mas na esfera da sua própria e irredutível realidade." Para Bosi, "trata-se de um salto do psicológico para o metafísico". Bosi vê também, na escrita da autora, exemplos de três crises literárias: a crise da personagem-ego ("cujas contradições já não se resolvem no casulo intimista, mas na procura consciente do supra-individual"); a crise da fala narrativa ("afetada agora por um estilo ensaístico, indagador") e a crise da velha fundação documental da prosa de romances.

### Como tradutora

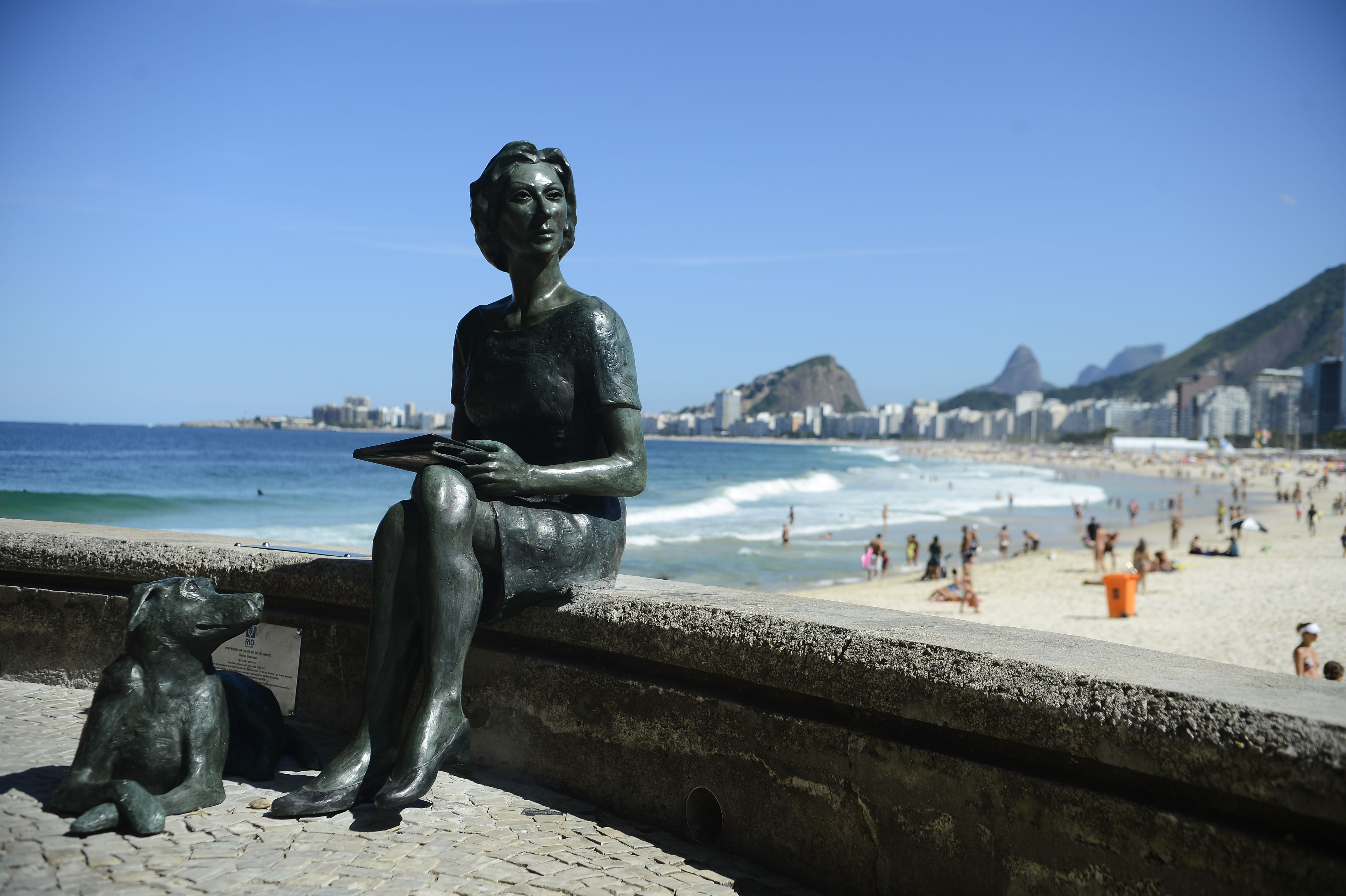
Estátua da escritora e seu cão Ulisses, no Leme, inaugurada em 14 de maio de 2016 (Fernando Frazão/Agência Brasil).

Sabe-se que Clarice Lispector dominava pelo menos sete idiomas: português, inglês, francês e espanhol, fluentemente; hebraico e iídiche, com alguma fluência; e alguma fluência em russo, vindo da infância. Como tradutora para o português, entretanto, utilizou somente o inglês, o francês e o espanhol.
Além de contos e artigos, ela traduziu ao todo 35 livros de diversos gêneros e escritores: 13 do inglês; 10 do francês; e 2 provavelmente do inglês ou do francês e talvez do espanhol ou do grego. Junto de contos, foram mais de 40 traduções.
Em 1941, antes de dar início à sua carreira literária, quando começou a trabalhar na revista Vamos Ler! como repórter, também contribuía com traduções, sendo a sua rimeira o conto Le missionaire, de Claude Farrère.
Em 1963, após um hiato de mais de vinte anos, voltou à ativa com a tradução do inglês do romance The winthrop Woman, de Anya Selton, pela editora Ypiranga. Pelos próximos seis anos, lançou mais duas traduções do inglês pela Ypiranga, uma de Agatha Christie e outra de Alistair MacLean.
Publicou, em 1968, na Revista Jóia, a crônica Traduzir procurando não trair, em que comentou suas preocupações no processo de tradução para manter a fidelidade e outras reflexões sobre o ofício.
Em 1969, publicou sua primeira e única tradução do espanhol, do conto Historia de los dos que soñaron, de Jorge Luis Borges, no Jornal do Brasil. Em 1973, sua primeira tradução do francês, Lumière allumées, de Bella Chagal, pela editora Nova Fronteira.
No restante de sua vida, publicou diversas traduções, tanto em periódicos quanto em editoras. A última tradução publicada em vida foi a do francês do romance Le bluff du futur, de Georges Elgozy, em 1976, pela editora Artenova. Duas traduções, entretanto, ainda seriam publicadas postumamente, do francês: L’homme au magnétophone, de Jean-Jaques Abrahams, em 1978, pela Imago Editora; e da tradução francesa Curtain, de Agatha Christie, em 1987, pela Editora Record.
As editoras em que mais publicou foram a Artenova, em um total de 11, a Nova Fronteira, 6, e a Ypiranga, 4. Os anos mais prolíficos foram 1975, com 8, 1976, com 4, e 1974, com 4.
Na sua última década de vida, em 1970, pouco depois de quando começou a escrever textos infantis, também fez três traduções adaptadas direcionadas para o público infantojuvenil, todas pela editora Abril Cultural: publicada em 1973, do inglês, Gulliver’s travels, de Jonathan Swift; The history of Tom Jones, a foundling, de Henry Filding; e postumamente em 1980, do francês, L’Ïle Mystérieuse, de Júlio Verne.
Em 1970, publicou uma tradução baseada em O talismã, de Walter Scott, pela Ediouro. Também publicou contos reescritos a partir de traduções de Edgar Allan Poe em 1974 e 1975, que aparentemente foram escritos em um mesmo período e posteriormente reunidos em Histórias Extraordinárias de Allan Poe, pela Ediouro, de data não informada.

### Traduções no exterior

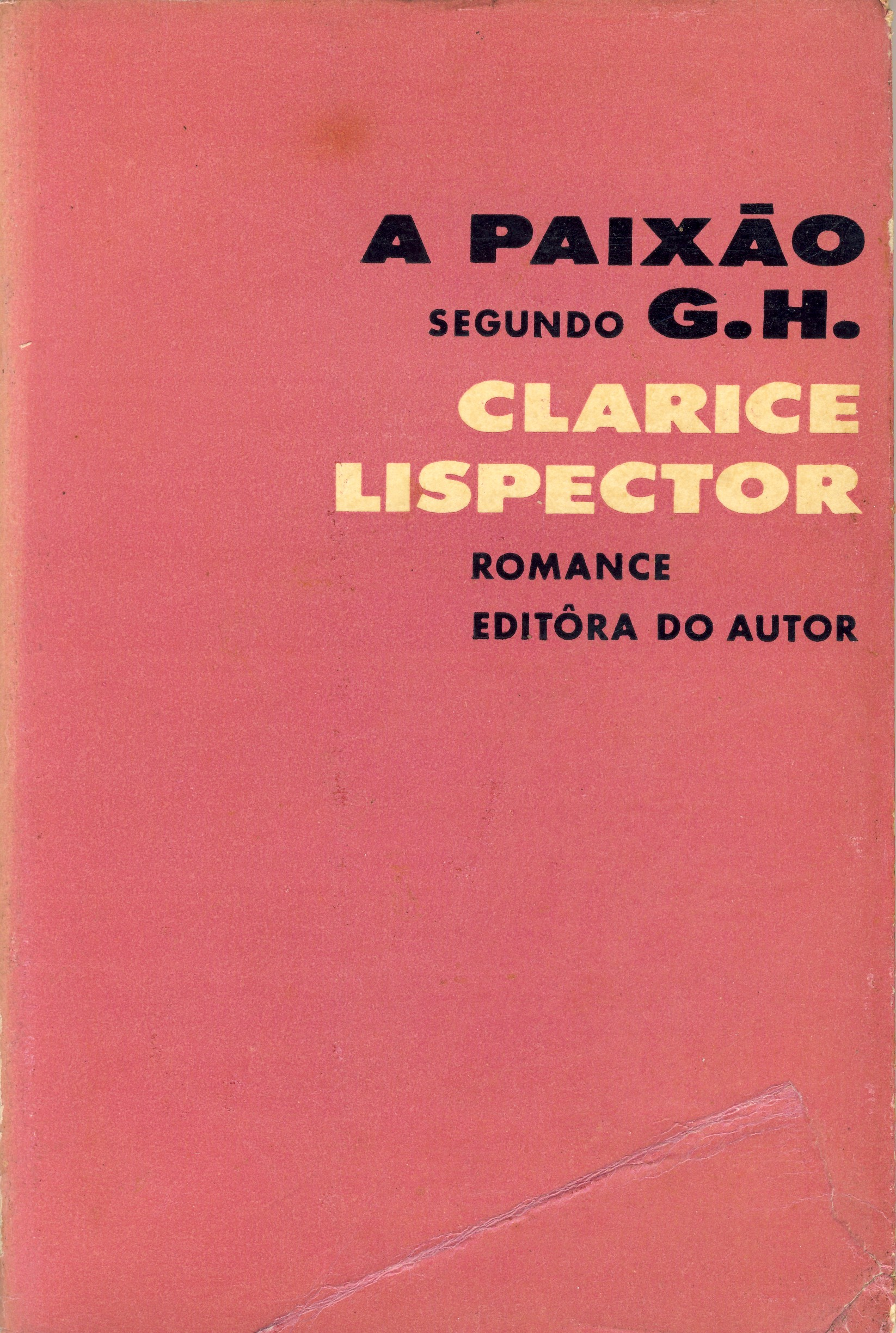
A Paixão Segundo G.H. (1964), traduzido para 22 línguas.

No total, a obra de Clarice Lispector recebeu mais de 200 traduções para mais de 10 idiomas, sendo mais de 179 traduções integrais de livros e 25 de contos publicados em periódicos. Seus livros mais traduzidos são principalmente romances: A Hora da Estrela, com 22 traduções; A Paixão segundo G. H., também com 22; Perto do Coração Selvagem, com 18; Laços de Família, com 16; e Uma aprendizagem ou O livro dos prazeres, com 15.
Em 1954, seu primeiro livro a ser traduzido foi lançado na França: Perto do Coração Selvagem, em tradução de Denise-Teresa Moutonnier pela editora Plon. A tradução desagradou Clarice, que enviou reclamações sobre erros ao editor, Pierre de Lescure, mas acabou por preferir fingir que a tradução nunca existiu. Em 1955, veio a primeira tradução para o espanhol: Água Viva, por Haydeé Yofre para a Sudamericana. Em 1961, a primeira para o inglês: A Maçã no Escuro, por Gregory Rabassa para a editora da Universidade do Texas.
Em 1963, teve sua primeira tradução para o alemão como a primeira de um de seus livros de contos: Laços de Família, por Marianne Eyre, Margareta Ahlberg e Arne Lundgren, para a Norstedts. Em 1964, também para o alemão: A Maçã no Escuro, por Curt Meyer-Clason para a Classen. Em 1966, duas de suas obras são traduzidas para o alemão: Onde Estivestes de Noite, por Sarita Brandt para a Suhrkamp;, e o conto A Imitação da Rosa por Curt Meyer-Clason para a Claassen.
Em 1969, A Paixão segundo G. H., para o espanhol, por Juan García Gayo para a Monte Avila. Em 1973, a primeira para o tcheco: Perto do Coração Selvagem, por Přeložila Pavla Lidmilová para a Odeon; e também o primeiro livro de contos traduzido para o espanhol, Laços de Família, por Haydeé Yofre Barroso para a Sudamericana.
Em 1974, duas traduções para o espanhol: A Maçã no Escuro, por Juan García Gayo para a Sudamericana; e o conto infantil O Mistério do Coelho Pensante, por Mario Trejo para a De La Flor.
Em 1975, outras duas para o espanhol: Uma Aprendizagem ou o Livro dos Prazeres, por Juan García Gayo para a Sudamericana; e A Via Crucis do Corpo, por Haydeé Yofre Barroso para a Santiago Rueda.
Em 1977, ano de sua morte, tem três obras traduzidas: A Paixão Segundo G. H. para o inglês, por Jack H. Tomlins para a Knopf; Perto do Coração Selvagem para espanhol, por Basilio Losada para a Alfaguara; e o conto Uma Esperança, de Felicidade Clandestina, para o espanhol, sob o título de La araña, por Haydeé Yofre Barroso para a Corregidor.
Depois de sua morte, sua obra popularizou-se cada vez mais. Das novas traduções destaca-se a série liderada por Bejamin Moser para a editora britânica Penguin Books na década de 2010, que foi iniciada com a publicação da biografia Why This World, em 2011, e tinha como intuito traduções mais fiéis que as anteriores. O objetivo da série, de acordo com Moser, que convidou outros quatro tradutores para a tarefa, é disponibilizar ao público anglófono traduções mais fieis do que as anteriores, que teriam tentado corrigir certas características da escrita da autora.
A série faz parte de uma outra maior dedicada à difusão da Literatura latina e foi publicada em 2014, contando com quatro traduções: Perto do Coração Selvagem, pela tradutora australiana Alison Entrekin; Água viva, pelo editor Stefan Tobler; A Paixão segundo G. H., pela poeta e acadêmica Idra Novey; Um Sopro de Vida, pelo professor universitário brasileiro Johnny Lorenz; e A Hora da Estrela, por Moser.
Encontra-se colaboração da sua autoria na revista luso-brasileira Atlântico.

## Lista de obras
Romance
- Perto do Coração Selvagem (1943)
- O Lustre (1946)
- A Cidade Sitiada (1949)
- A Maçã no Escuro (1961)
- A Paixão segundo G.H. (1964)

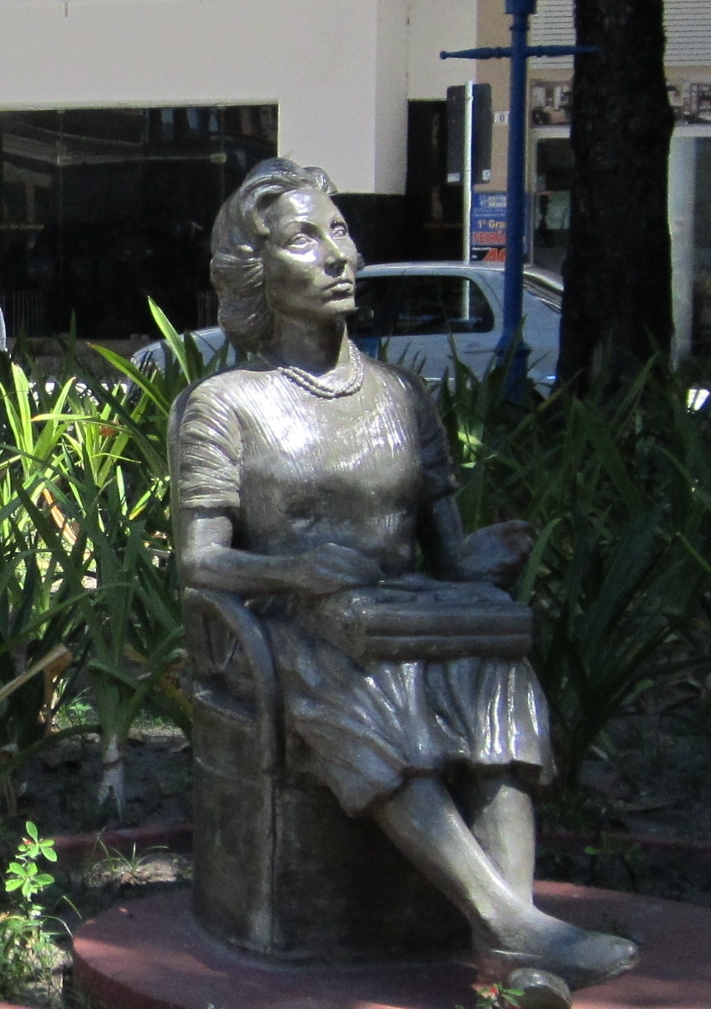
Estátua da escritora na Praça Maciel Pinheiro, no bairro de Boa Vista, área central de Recife, Pernambuco

- Uma Aprendizagem ou O Livro dos Prazeres (1969)
- Água Viva (1973)
- A Hora da Estrela (1977)
- Um Sopro de Vida (1978)

Contos
- Alguns contos (1952)
- Laços de Família (1960)
- A Legião Estrangeira (1964)
- Felicidade Clandestina (1971)
- A Imitação da Rosa (1973)
- Onde Estivestes de Noite (1974)
- A Via Crucis do Corpo (1974)
- O Ovo e a Galinha (1977)
- A Bela e a Fera (1979)

Literatura infantil
- O Mistério do Coelho Pensante (1967)
- A Mulher que Matou os Peixes (1968)
- A Vida Íntima de Laura (1974)
- Quase de Verdade (1978)
- Como Nasceram as Estrelas (1987)

Crônicas
- Para Não Esquecer (1978)
- A Descoberta do Mundo (1984)

Correspondências
- Correspondências (2002)
- Minhas Queridas (2007)

Entrevistas
- Entrevistas (2007)

Artigos de jornais
- Outros Escritos (2005)
- Correio Feminino (2006)
- Só para Mulheres (2006)

#### Da autora
- Lispector, Clarice (1954). Près du coeur sauvage. Paris: Plon
- Lispector, Clarice (1955). Agua viva. Buenos Aires: Sudamericana
- Lispector, Clarice (1961). The apple in the dark. Austin: University of Texas
- Lispector, Clarice (1964). Der apfel im dunkeln: roman. Hamburg: Claassen
- Lispector, Clarice (1966). Wo warst du in der nacht. Frankfurt am Main: Suhrkamp
- Lispector, Clarice (1966). Die nachahmung der rose: erzählungen. Hamburg: Claassen
- Lispector, Clarice (1973). Blízko divokého srdce života. Praha: Odeon
- Lispector, Clarice (1963). Familjeband. Stockholm: Norstedts
- Lispector, Clarice (1974). El mistério del conejo que sabia pensar: cuento policial para chicos. Buenos Aires: De La Flor
- Lispector, Clarice (1973). Lazos de família: cuentos. Buenos Aires: Sudamericana
- Lispector, Clarice (1974). La manzana en la obscuridad. Buenos Aires: Sudamericana
- Lispector, Clarice (1975). Um aprendizaje o el libro de los placeres. Buenos Aires: Sudamericana
- Lispector, Clarice (1975). El via crucis del cuerpo. Buenos Aires: Santiago Rueda
- Lispector, Clarice (1977). The passion according to G.H. New York: Knopf
- Lispector, Clarice (1977). Cerca del corazón salvaje. Madrid: Alfaguara
- Lispector, Clarice (1977). La araña. Buenos Aires: Corregidor
- Lispector, Clarice (2014). Hour of the Star. United Kingdom: Penguin Classics. ISBN 9780141392035
- Lispector, Clarice (2014). Breath of Life. United Kingdom: Penguin Classics. ISBN 9780141197371
- Lispector, Clarice (2014). Agua Viva. United Kingdom: Penguin Classics. ISBN 9780141197364
- Lispector, Clarice (2014). Passion According to G.H. United Kingdom: Penguin Classics. ISBN 9780141197357
- Lispector, Clarice (2014). Near to the Wildheart. United Kingdom: Penguin Classics. ISBN 9780141197340
- Lispector, Clarice (1994). A descoberta do mundo. Rio de Janeiro: Francisco Alves
- Lispector, Clarice (2005). Outros Escritos. Rio de Janeiro: Rocco

#### Traduções da autora
- Selton, Anya (1963). Matriz de bravos. [S.l.]: Ypiranga
- Chagal, Bella (1973). Luzes acesas. [S.l.]: Nova Fronteira
- Elgozy, Georges (1976). O blefe do futuro. [S.l.]: Artenova
- Abrahams, Jean-Jaques (1978). O homem do gravador. [S.l.]: Nova Fronteira
- Christie, Agatha (1987). Cai o pano: o último caso de Poirot. [S.l.]: Record
- Swift, Jonathan (1973). Viagens de Gulliver. [S.l.]: Abril Cultural
- Filding, Henry (1973). Tom Jones. [S.l.]: Abril Cultural
- Verne, Júlio (1980). A ilha misteriosa. [S.l.]: Abril Cultural
- Poe, Edgar Allan. Histórias Extraordinárias de Allan Poe. [S.l.]: Ediouro
- Scott, Walter (1970). O talismã. [S.l.]: Ediouro

#### Sobre a autora e sua obra
- Ferreira, Teresa Cristina Montero (1999). Eu sou uma pergunta: Uma biografia de Clarice Lispector. Rio de Janeiro: Rocco
- Gilio, Maria Esther (1976). Tristes trópicos: Com Clarice Lispector en Rio. [S.l.]: Triunfo
- Gotlib, Nádia Battella (2008). Clarice - Fotobiografia. São Paulo: Editora da Universidade de São Paulo. ISBN 9788570606891
- IMS (2004). Clarice Lispector. Col: Cadernos de Literatura Brasileira. Volume 7. [S.l.]: Instituto Moreira Salles
- Lispector, Elisa (2006). No exílio. São Paulo: José Olympio. ISBN 8503008629
- Lispector, Elisa (2012). Retratos antigos. [S.l.]: UFMG. ISBN 8570419384
- Lockhart, Darrell B. (2013). Jewish Writers of Latin America: A Dictionary. [S.l.]: Routledge
- Moser, Benjamin (2011). Clarice, uma biografia. [S.l.]: Cosac Naify. ISBN 9788575037669
- Singer, Isidore; Cyrus, Adler (1906). The Jewish Encyclopedia: A Descriptive Record of the History to the Present Day: Agricultural Colonies in the Argentine Republic. 12. New York: Funk & Wagnalls
- Bosi, Alfredo (2003). História concisa da literatura brasileira. São Paulo: Cultrix
- Gonçalves, Mateus Toledo (26 de março de 2016). «Notas sobre "O ovo e a galinha"». Humanidades em diálogo: 69-80. 69–80 páginas. ISSN 1982-7547. doi:10.11606/issn.1982-7547.hd.2016.113333. Consultado em 25 de julho de 2021